# Adrian (Missouri)
Adrian – miasto w Stanach Zjednoczonych, w zachodniej części stanu Missouri.